# サナームパオ駅
サナームパオ駅（サナームパオえき、タイ語:สนามเป้า）は、タイ王国、バンコク都パヤータイ区にあるバンコク・スカイトレイン(BTS)の駅。パホンヨーティン通り沿いにある。駅番号は「N4」。

## 概要
相対式ホーム2面2線を有する高架駅である。

### 駅階層

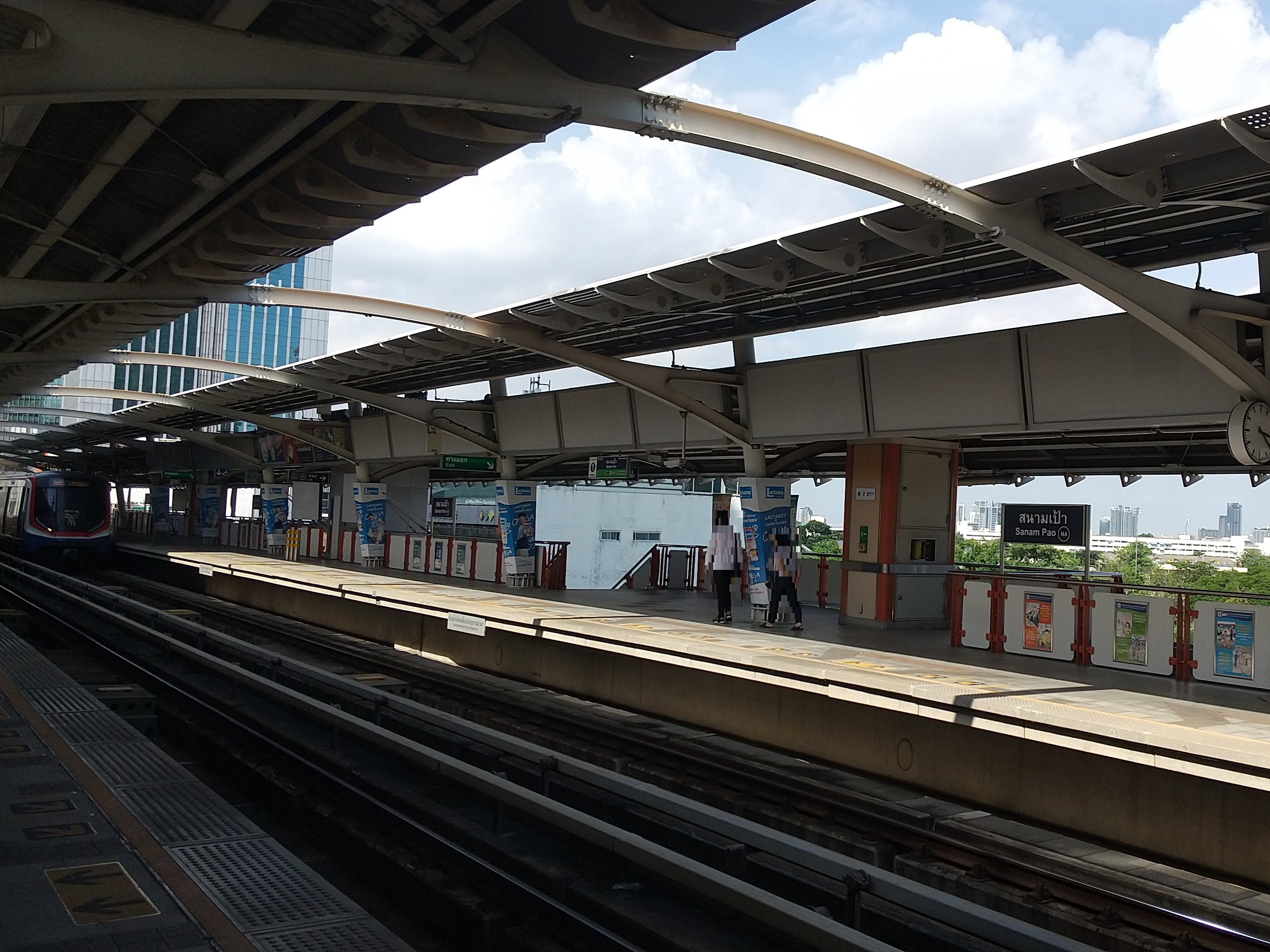
ホーム

| 3階                          |                                                                          |                        |
| 相対式ホーム                 |                                                                          |                        |
| 1番線・上り■スクムウィット線 | アヌサーワリーチャイサモーラプーム・サイアム・オンヌット・ベーリング方面 |                        |
| 2番線・下り■スクムウィット線 | アーリー・サパーンクワーイ・モーチット方面                               |                        |
| 相対式ホーム                 |                                                                          |                        |
| 2階                          | コンコース                                                               | 自動券売機、自動改札口 |
| 1階                          | 出入口                                                                   | パホンヨーティン通り   |

## 駅周辺
- 陸軍駐屯地
- パヤータイ2病院
- SMタワー
  - タイ・ユニオン・フローズン本社